# Calliephialtes grapholithae
Calliephialtes grapholithae là một loài tò vò trong họ Ichneumonidae.